# دنيس نيومان
دنيس نيومان (بالإنجليزية: Denise Newman)‏، هي مُمثلة جنوب أفريقية.

## وصلات خارجية
- دنيس نيومان على موقع IMDb (الإنجليزية)
- دنيس نيومان على موقع قاعدة بيانات الفيلم (الإنجليزية)